# Trofeo Ponente in Rosa 2023
Il Trofeo Ponente in Rosa 2023, seconda edizione della corsa, valida come prova del Calendario internazionale femminile UCI 2023 categoria 2.2, si svolse in quattro tappe dal 7 all'11 marzo 2023 su un percorso di 334 km, invece dei 483,5 inizialmente previsti, a causa dell'annullamento di due frazioni, con partenza da San Lorenzo al Mare e arrivo a Diano Marina, in Italia. 
La vittoria fu della svizzera Jolanda Neff, che completò il percorso in 8h15'06", alla media di 32,689 km/h, davanti all'uzbeca Yanina Kuskova e alla connazionale Sina Frei.
Sul traguardo di Diano Marina 82 cicliste, delle 157 partite da San Lorenzo al Mare, completarono la corsa.

## Tappe
| Tappa  | Data     | Percorso                                        | km        | Vincitore di tappa                       | Leader cl. generale                      |
| ------ | -------- | ----------------------------------------------- | --------- | ---------------------------------------- | ---------------------------------------- |
| 1ª-1ª  | 7 marzo  | Ceriale > Ceriale                               | 53,5      | Annullata per mancanza di autorizzazioni | Annullata per mancanza di autorizzazioni |
| 1ª-2ª  | 7 marzo  | San Lorenzo al Mare > Sanremo (cron. a squadre) | 15,6      | UAE Development Team                     | Carlotta Cipressi                        |
| 2ª     | 8 marzo  | Diano Marina > Marina di Loano                  | 96        | Annullata per mancanza di autorizzazioni | Annullata per mancanza di autorizzazioni |
| 3ª     | 9 marzo  | Pietra Ligure > Laigueglia                      | 96        | Jolanda Neff                             | Jolanda Neff                             |
| 4ª     | 10 marzo | San Bartolomeo al Mare > Diano Marina           | 100,4     | Jolanda Neff                             | Jolanda Neff                             |
| 5ª     | 11 marzo | Diano Marina > Diano Marina                     | 122       | Léna Gérault                             | Jolanda Neff                             |
| Totale | Totale   | Totale                                          | 483,5 334 |                                          |                                          |

## Squadre e corridori partecipanti
| N.      | Cod. | Squadra                         |
| ------- | ---- | ------------------------------- |
| 1-6     | LKF  | Laboral Kutxa-Fundación Euskadi |
| 11-16   | PHV  | Parkhotel Valkenburg            |
| 21-26   | TGA  | Team Group Abadie               |
| 31-36   | GEK  | Grand Est-Komugi-La Fabrique    |
| 41-46   | BCL  | BTC City Ljubljana Scott        |
| 51-56   | VAI  | Aromitalia Basso Bikes Vaiano   |
| 61-66   | BTW  | Born to Win G20 Ambedo          |
| 71-76   | BPK  | BePink                          |
| 81-86   | MDS  | Team Mendelspeck                |
| 91-96   | TOP  | Top Girls Fassa Bortolo         |
| 101-106 | GBJ  | GB Junior Team Piemonte         |
| 111-116 | UTD  | UAE Development Team            |
| 121-126 | SBT  | Isolmant-Premac-Vittoria        |
| 131-136 | UZB  | Uzbekistan                      |

| N.      | Cod. | Squadra                    |
| ------- | ---- | -------------------------- |
| 141-146 | SUI  | Svizzera                   |
| 151-156 | UKR  | Ucraina                    |
| 161-166 |      | TKK Pacific Nestlé Fitness |
| 171-176 |      | Team Féminin Chambéry      |
| 181-186 |      | KDM-Pack Cycling Team      |
| 191-196 |      | WV Schijndel               |
| 201-206 | MAW  | MAT Atom Deweloper Wrocław |
| 212-216 |      | Team Embrace The World     |
| 222-225 |      | Acca Due O-Manhattan       |
| 231-236 |      | Women Cycling Project      |
| 241-246 |      | Zhiraf Guerciotti          |
| 251-255 |      | C.C. Canturino 1902        |
| 261-265 |      | G.S. Gauss                 |
| 271-276 |      | Pro Cycling Team           |

## Dettagli delle tappe

### 1ª tappa - 1ª semitappa
- 7 marzo: Ceriale > Ceriale – 53,5 km

Annullata per mancanza di autorizzazioni

### 1ª tappa - 2ª semitappa
- 7 marzo: San Lorenzo al Mare > Sanremo – Cronometro a squadre – 15,6 km

Risultati
| Pos. | Squadra              | Tempo  |
| ---- | -------------------- | ------ |
| 1    | UAE Development Team | 22'28" |
| 2    | Uzbekistan           | a 20"  |
| 3    | Svizzera             | a 32"  |

| Pos. | Corridore            | Squadra | Tempo  |
| ---- | -------------------- | ------- | ------ |
| 1    | Carlotta Cipressi    | UAE DT  | 22'28" |
| 2    | F. Piergiovanni      | UAE DT  | s.t.   |
| 3    | Francesca Pellegrini | UAE DT  | s.t.   |

### 2ª tappa
- 8 marzo: Diano Marina > Marina di Loano – 96 km

Annullata per mancanza di autorizzazioni

### 3ª tappa
- 9 marzo: Pietra Ligure > Laigueglia – 96 km

Risultati
| Pos. | Corridore       | Squadra   | Tempo    |
| ---- | --------------- | --------- | -------- |
| 1    | Jolanda Neff    | Svizzera  | 2h23'57" |
| 2    | Alessia Vigilia | Top Girls | a 33"    |
| 3    | F. Piergiovanni | UAE DT    | s.t.     |

| Pos. | Corridore         | Squadra  | Tempo    |
| ---- | ----------------- | -------- | -------- |
| 1    | Jolanda Neff      | Svizzera | 2h46'57" |
| 2    | F. Piergiovanni   | UAE DT   | a 1"     |
| 3    | Carlotta Cipressi | UAE DT   | s.t.     |

### 4ª tappa
- 10 marzo: San Bartolomeo al Mare > Diano Marina – 100,4 km

Risultati
| Pos. | Corridore        | Squadra   | Tempo    |
| ---- | ---------------- | --------- | -------- |
| 1    | Jolanda Neff     | Svizzera  | 2h20'08" |
| 2    | Cristina Tonetti | Top Girls | s.t.     |
| 3    | Olga Wankiewicz  | MAT Atom  | s.t.     |

| Pos. | Corridore         | Squadra  | Tempo    |
| ---- | ----------------- | -------- | -------- |
| 1    | Jolanda Neff      | Svizzera | 5h07'05" |
| 2    | Carlotta Cipressi | UAE DT   | a 1"     |
| 3    | F. Piergiovanni   | UAE DT   | s.t.     |

### 5ª tappa
- 11 marzo: Diano Marina > Diano Marina – 122 km

Risultati
| Pos. | Corridore      | Squadra    | Tempo    |
| ---- | -------------- | ---------- | -------- |
| 1    | Léna Gérault   | Chambéry   | 3h07'13" |
| 2    | Ol'ha Kulynyč  | Ucraina    | a 19"    |
| 3    | Yanina Kuskova | Uzbekistan | a 30"    |

| Pos. | Corridore      | Squadra    | Tempo    |
| ---- | -------------- | ---------- | -------- |
| 1    | Jolanda Neff   | Svizzera   | 8h15'06" |
| 2    | Yanina Kuskova | Uzbekistan | a 3"     |
| 3    | Sina Frei      | Svizzera   | a 15"    |

## Evoluzione delle classifiche
| Tappa             | Vincitore            | Classifica generale Maglia rosa | Classifica a punti Maglia fucsia | Classifica scalatrici Maglia blu | Classifica giovani Maglia bianca | Classifica traguardi volanti Maglia gialla | Classifica a squadre |
| ----------------- | -------------------- | ------------------------------- | -------------------------------- | -------------------------------- | -------------------------------- | ------------------------------------------ | -------------------- |
| 1ª-1ª             | annullata            | non assegnata                   | non assegnata                    | non assegnata                    | non assegnata                    | non assegnata                              | non assegnata        |
| 1ª-2ª             | UAE Development Team | Carlotta Cipressi               | non assegnata                    | non assegnata                    | Carlotta Cipressi                | non assegnata                              | UAE Development Team |
| 2ª                | annullata            | Carlotta Cipressi               | non assegnata                    | non assegnata                    | Carlotta Cipressi                | non assegnata                              | UAE Development Team |
| 3ª                | Jolanda Neff         | Jolanda Neff                    | Jolanda Neff                     | Jolanda Neff                     | Federica Piergiovanni            | Linda Zanetti                              | Svizzera             |
| 4ª                | Jolanda Neff         | Jolanda Neff                    | Jolanda Neff                     | Jolanda Neff                     | Carlotta Cipressi                | Femke Gerritse                             | Svizzera             |
| 5ª                | Léna Gérault         | Jolanda Neff                    | Jolanda Neff                     | Léna Gérault                     | Yanina Kuskova                   | Femke Gerritse                             | Svizzera             |
| Classifica finale | Classifica finale    | Jolanda Neff                    | Jolanda Neff                     | Léna Gérault                     | Yanina Kuskova                   | Femke Gerritse                             | Svizzera             |

## Classifiche finali

### Classifica generale - Maglia rosa
| Pos. | Corridore       | Squadra     | Tempo    |
| ---- | --------------- | ----------- | -------- |
| 1    | Jolanda Neff    | Svizzera    | 8h15'06" |
| 2    | Yanina Kuskova  | Uzbekistan  | a 3"     |
| 3    | Sina Frei       | Svizzera    | a 15"    |
| 4    | Quinty Schoens  | Parkhotel   | a 33"    |
| 5    | Léna Gérault    | Chambéry    | a 58"    |
| 6    | Ol'ha Kulynyč   | Ucraina     | a 1'18"  |
| 7    | Sara Casasola   | Born to Win | a 3'21"  |
| 8    | D. Włodarczyk   | MAT Atom    | a 4'03"  |
| 9    | F. Piergiovanni | UAE DT      | a 4'14"  |
| 10   | Alessia Vigilia | Top Girls   | a 5'01"  |

### Classifica a punti - Maglia fucsia
| Pos. | Corridore       | Squadra   | Punti |
| ---- | --------------- | --------- | ----- |
| 1    | Jolanda Neff    | Svizzera  | 35    |
| 2    | Sina Frei       | Svizzera  | 23    |
| 3    | Ol'ha Kulynyč   | Ucraina   | 17    |
| 4    | Léna Gérault    | Chambéry  | 15    |
| 5    | Alessia Vigilia | Top Girls | 14    |

### Classifica scalatrici - Maglia blu
| Pos. | Corridore           | Squadra  | Punti |
| ---- | ------------------- | -------- | ----- |
| 1    | Léna Gérault        | Chambéry | 18    |
| 2    | Jolanda Neff        | Svizzera | 12    |
| 3    | Ol'ha Kulynyč       | Ucraina  | 11    |
| 4    | Sina Frei           | Svizzera | 4     |
| 5    | Anastasia Carbonari | UAE DT   | 4     |

### Classifica giovani - Maglia bianca
| Pos. | Corridore         | Squadra    | Tempo    |
| ---- | ----------------- | ---------- | -------- |
| 1    | Yanina Kuskova    | Uzbekistan | 8h15'09" |
| 2    | D. Włodarczyk     | MAT Atom   | a 4'00"  |
| 3    | F. Piergiovanni   | UAE DT     | a 4'11"  |
| 4    | Carlotta Cipressi | UAE DT     | a 5'30"  |
| 5    | Femke Gerritse    | Parkhotel  | a 7'32"  |

### Classifica traguardi volanti - Maglia gialla
| Pos. | Corridore        | Squadra   | Punti |
| ---- | ---------------- | --------- | ----- |
| 1    | Femke Gerritse   | Parkhotel | 10    |
| 2    | Linda Zanetti    | UAE DT    | 5     |
| 3    | Sina Frei        | Svizzera  | 3     |
| 4    | Anne Knijnenberg | Schijndel | 3     |
| 5    | Olga Wankiewicz  | MAT Atom  | 3     |

### Classifica a squadre
| Pos. | Squadra                    | Tempo     |
| ---- | -------------------------- | --------- |
| 1    | Svizzera                   | 24h05'49" |
| 2    | Parkhotel Valkenburg       | a 7'53"   |
| 3    | UAE Development Team       | a 15'47"  |
| 4    | Born to Win G20 Ambedo     | a 17'42"  |
| 5    | MAT Atom Deweloper Wrocław | a 21'07"  |